# Mörk Gryning
Mörk Gryning (česky Temný úsvit) byla švédská kapela ze Stockholmu, která hrála black metal. Zformovala se v roce 1993 a rozpadla v roce 2005. Témata kapely se točila kolem Satana, pekla a okultismu.
Debutní studiové album s názvem Tusen år har gått... vyšlo v roce 1995.

## Diskografie

### Dema
- Demo (1993)
- Demo '94 (1994)
- 2005 Demo (2005)

### Studiová alba
- Tusen år har gått... (1995)
- Return Fire (1997)
- Maelstrom Chaos (2001)
- Pieces of Primal Expressionism (2003)
- Mörk Gryning (2005)